# Хорнсемерн
Хорнсемерн (њем. Hornsömmern) општина је у њемачкој савезној држави Тирингија. Једно је од 47 општинских средишта округа Унструт-Хајних. Према процјени из 2010. у општини је живјело 140 становника. Посједује регионалну шифру (AGS) 16064027.

## Географски и демографски подаци
Хорнсемерн се налази у савезној држави Тирингија у округу Унструт-Хајних. Општина се налази на надморској висини од 282 метра. Површина општине износи 4,3 km². У самом мјесту је, према процјени из 2010. године, живјело 140 становника. Просјечна густина становништва износи 33 становника/km².